# Udyr
Udyr er en kortfilm instrueret af Emil Ishii efter eget manuskript.